# Diego De Carlo
Diego Santo De Carlo (Lomas de Zamora, Provincia de Buenos Aires, 25 de abril de 1974) es un piloto argentino y propietario de equipo de automovilismo. Desarrolló su carrera deportiva a nivel nacional, compitiendo exclusivamente en categorías de la Asociación Corredores de Turismo Carretera. 
Debutó en 1999 en el TC Pista, donde compitió hasta el año 2006, en el que obtuvo su mejor desempeño al finalizar el torneo en la cuarta ubicación, lo que le valió el ascenso al Turismo Carretera a partir de la temporada 2007. En esta categoría, debutó al comando de un Chevrolet Chevy del equipo HAZ Racing Team, llegando a completar 200 carreras el 19 de junio de 2021, durante la competencia corrida en el Autódromo San Nicolás. Además del TC, en 2019 incursionó por primera vez en la categoría TC Pick Up, debutando al comando de una Volkswagen Amarok del equipo de Christian Dose.
A la par de sus funciones como piloto, De Carlo se desempeña en la administración de su propia escudería, la cual fundó en 2020 y dio en llamar LRD Performance. Según el propio De Carlo, el nombre del equipo  es una sigla conformada por las iniciales de las palabras Lealtad, Respeto y Dignidad. Con esta escudería, De Carlo no sólo encaró sus últimas temporadas dentro del TC y la TC Pick Up, sino que además adquirió notoriedad al convertirse en la segunda escudería en producir un vehículo para la temporada 2024 del TC, siguiendo el plan trazado por la categoría de renovación y modernización del parque automotor, siendo este un Chevrolet Camaro ZL1 modelo 2023, el cual le fue confiado al piloto Ricardo Risatti III.

## Resumen de carrera
| Temporada | Categoría         | Equipo               | Automóvil         | Carreras    | Victorias   | Podios      | Poles       | VR          | Puntos      | Pos.        |
| --------- | ----------------- | -------------------- | ----------------- | ----------- | ----------- | ----------- | ----------- | ----------- | ----------- | ----------- |
| 1999      | TC Pista          | Dopico Motores       | Chevrolet Chevy   | 2           | 0           | 0           | 0           | 0           | 4.50        | 61.º        |
| 2000      | TC Pista          | Dopico Motores       | Chevrolet Chevy   | 15          | 0           | 0           | 0           | 0           | 26.50       | 25.º        |
| 2001      | TC Pista          | Dopico Motores       | Chevrolet Chevy   | 7           | 0           | 0           | 0           | 0           | 20.50       | 27.º        |
| 2002      | TC Pista          | Dopico Motores       | Chevrolet Chevy   | 7           | 0           | 0           | 0           | 0           | 36.50       | 19.º        |
| 2003      | TC Pista          | Dopico Motores       | Chevrolet Chevy   | 14          | 0           | 0           | 0           | 0           | 53.00       | 15.º        |
| 2004      | TC Pista          | Dopico Motores       | Chevrolet Chevy   | 14          | 0           | 0           | 0           | 0           | 78.00       | 17.º        |
| 2005      | TC Pista          | Alifraco Sport       | Chevrolet Chevy   | 16          | 0           | 2           | 0           | 0           | 90.00       | 13.º        |
| 2006      | TC Pista          | CBA Motorsport       | Chevrolet Chevy   | 16          | 1           | 4           | 0           | 0           | 168.00      | 4.º         |
| 2007      | Turismo Carretera | HAZ Racing Team      | Chevrolet Chevy   | 12          | 0           | 0           | 0           | 0           | 9.00        | 52.º        |
| 2008      | Turismo Carretera | HAZ Racing Team      | Chevrolet Chevy   | 4           | 0           | 0           | 0           | 0           | 4.00        | 54.º        |
| 2008      | Turismo Carretera | CBA Motorsport       | Chevrolet Chevy   | 1           | 0           | 0           | 0           | 0           | 4.00        | 54.º        |
| 2009      | Turismo Carretera | Di Meglio Motorsport | Dodge Cherokee    | 16          | 0           | 0           | 0           | 0           | 22.50       | 46.º        |
| 2010      | Turismo Carretera | Di Meglio Motorsport | Chevrolet Chevy   | 3           | 0           | 0           | 0           | 0           | 16.50       | 45.º        |
| 2010      | Turismo Carretera | Tango Competición    | Chevrolet Chevy   | 8           | 0           | 0           | 0           | 0           | 16.50       | 45.º        |
| 2011      | Turismo Carretera | LRD by Benavídez     | Chevrolet Chevy   | 3           | 0           | 0           | 0           | 0           | 18.50       | 50.º        |
| 2011      | Turismo Carretera | JP Carrera           | Chevrolet Chevy   | 6           | 0           | 0           | 0           | 0           | 18.50       | 50.º        |
| 2012      | Turismo Carretera | JL Kun 16 Carrera    | Chevrolet Chevy   | 7           | 0           | 0           | 0           | 0           | 21.00       | 45.º        |
| 2012      | Turismo Carretera | Alifraco Sport       | Chevrolet Chevy   | 3           | 0           | 0           | 0           | 0           | 21.00       | 45.º        |
| 2012      | Turismo Carretera | Di Meglio Motorsport | Chevrolet Chevy   | 4           | 0           | 0           | 0           | 0           | 21.00       | 45.º        |
| 2013      | Turismo Carretera | Las Toscas Racing    | Chevrolet Chevy   | 13          | 0           | 0           | 0           | 0           | 97.50       | 39.º        |
| 2014      | Turismo Carretera | Las Toscas Racing    | Chevrolet Chevy   | 15          | 0           | 0           | 0           | 0           | 106.50      | 40.º        |
| 2015      | Turismo Carretera | JC Competición       | Chevrolet Chevy   | 15          | 0           | 0           | 0           | 0           | 80.50       | 41.º        |
| 2016      | Turismo Carretera | JC Competición       | Chevrolet Chevy   | 15          | 0           | 0           | 0           | 0           | 227.50      | 37.º        |
| 2017      | Turismo Carretera | Jet Racing           | Chevrolet Chevy   | 14          | 0           | 0           | 0           | 0           | 113.50      | 37.º        |
| 2018      | Turismo Carretera | Canapino Sport       | Chevrolet Chevy   | 6           | 0           | 0           | 0           | 0           | 129.50      | 40.º        |
| 2018      | Turismo Carretera | LRD by Alifraco      | Chevrolet Chevy   | 8           | 0           | 0           | 0           | 0           | 129.50      | 40.º        |
| 2019      | Turismo Carretera | Alifraco Sport       | Chevrolet Chevy   | 10          | 0           | 0           | 0           | 0           | 87.00       | 40.º        |
| 2019      | Turismo Carretera | Sportteam            | Chevrolet Chevy   | 5           | 0           | 0           | 0           | 0           | 87.00       | 40.º        |
| 2019      | TC Pick Up        | Dose Competición     | Volkswagen Amarok | 6           | 0           | 0           | 0           | 0           | 20.00       | 19.º        |
| 2020      | Turismo Carretera | LRD Performance      | Chevrolet Chevy   | 3           | 0           | 0           | 0           | 0           | 21.50       | 45.º        |
| 2020      | TC Pick Up        | Dose Competición     | Volkswagen Amarok | 6           | 0           | 0           | 0           | 0           | 121.00      | 20.º        |
| 2021      | Turismo Carretera | LRD Performance      | Chevrolet Chevy   | 11          | 0           | 0           | 0           | 0           | 53.50       | 44.º        |
| 2021      | TC Pick Up        | LRD Performance      | Volkswagen Amarok | 11          | 0           | 0           | 1           | 0           | 246.50      | 9.º         |
| 2022      | Turismo Carretera | LRD Performance      | Chevrolet Chevy   | 9           | 0           | 0           | 0           | 0           | 28.00       | 51.º        |
| 2022      | TC Pick Up        | LRD Performance      | Volkswagen Amarok | 11          | 0           | 1           | 0           | 0           | 208.00      | 15.º        |
| 2023      | Turismo Carretera | LRD Performance      | Chevrolet Chevy   | 12          | 0           | 0           | 0           | 0           | 66.00       | 48.º        |
| 2023      | TC Pick Up        | LRD Performance      | Volkswagen Amarok | 10          | 0           | 0           | 0           | 0           | 231.00      | 19.º        |
| Fuente:   | [ 7 ] [ 8 ]       | [ 7 ] [ 8 ]          | [ 7 ] [ 8 ]       | [ 7 ] [ 8 ] | [ 7 ] [ 8 ] | [ 7 ] [ 8 ] | [ 7 ] [ 8 ] | [ 7 ] [ 8 ] | [ 7 ] [ 8 ] | [ 7 ] [ 8 ] |

## LRD Performance
LRD Performance es un equipo argentino de automovilismo. Se formó tomando como base al grupo de trabajo del piloto Diego De Carlo, para la participación de este último dentro del Turismo Carretera.
Según el propio De Carlo, el nombre del equipo es una sigla formada por las iniciales de las palabras Lealtad, Respeto y Dignidad. Si bien en 2011 De Carlo ya había participado en TC con una estructura con esta denominación, el equipo se consolidó a partir del año 2020, estableciendo su base de operaciones en la ciudad de Canning, donde además de atender y preparar su coche de Turismo Carretera, también se atiende su camioneta para la categoría TC Pick Up. Para ello, el equipo contó con las presencias de Diego Benavídez como jefe de taller, Fabián Fuentes como director técnico, Pedro Viglietti como director deportivo y Daniel Berra como encargado de la motorización, además del asesoramiento técnico de Marcelo Santagata.
Si bien inicialmente, el equipo se formó con el objetivo de dar continuidad a su carrera personal, prontamente De Carlo anunció un ambicioso proyecto, por el cual planificó expandir la presencia de su estructura en las diferentes categorías de la Asociación Corredores de Turismo Carretera, por lo que además de su incursión en el TC al comando de su Chevrolet Chevy, en 2020 anunció el ingreso del LRD Performance en la división TC Pick Up, para la cual había adquirido la Volkswagen Amarok con la cual había debutado el año anterior, en el equipo de Christian Dose. Tras ello, en 2021 anunció el ingreso del equipo en el TC Pista, poniendo a competir una unidad Chevrolet Chevy con Jonathan Vázquez al volante, sin embargo, la presencia de Vázquez en el equipo apenas duró dos fechas. A pesar de esto, el equipo renovaría su apuesta inicialmente anunciando un profundo recambio en su staff técnico, abandonando el asesoramiento de Santagata y confirmando en su plantel a Federico Benavídez como jefe de taller, Roberto Barbera como chasista, Ariel Lucesoli como asesor técnico y Pablo López en la logística y atención de la unidad.
En 2022, De Carlo rompería el mercado de pases del TC, a la vez de anunciar una nueva ampliación en su estructura. A las ya confirmadas presencias de Diego De Carlo en el TC y la TC Pick Up, el equipo anunció la contratación para la temporada 2022 de Facundo Ardusso, a la vez de confirmar el ingreso del equipo al TC Mouras con una unidad para el piloto Jeremías Scialchi, y otra más en la categoría TC Pista Mouras, donde fue confirmado como piloto Luca De Carlo, sobrino de Diego.  Pese a lo ambicioso del proyecto, luego de las primeras 10 fechas Ardusso anunció su desvinculación de equipo, pasando a competir en el Maquin Parts Racing al comando de un Torino Cherokee, mientras que Scialchi hacía lo propio en el TC Pista, donde anunció su pase al Trotta Racing Team para competir con otro Torino Cherokee. En contrapartida a ello, la salida de Ardusso fue cubierta con la incorporación de Diego Ciantini, proveniente del equipo de Rodolfo Di Meglio.
Para 2023, el LRD renueva su plantel de pilotos manteniendo a De Carlo dentro del TC y TC Pista, pero anunciando las incorporaciones de Ricardo Risatti III en el TC reemplazando a Ciantini que había emigrado al JP Carrera, y de Sebastián Salse en el TC Pista, mientras que Luca De Carlo continuaría su carrera dentro del TC Pista Mouras. Por otra parte, el staff técnico se mantendría contando con la participación de Braian Kissling como director técnico (se había incorporado al equipo en 2022), Federico Benavídez como jefe de taller y la motorización a cargo de Aldo “el Indio” Fasano y Daniel Reyna. Sin embargo, nuevamente el mercado de pases sería protagonista en la estructura de este equipo, cuando tras la cuarta fecha del calendario Sebastián Salse anunció su desvinculación del equipo, yendo a competir a la escuadra de los Hermanos Álvarez. En contrapartida, la plantilla del Turismo Carretera se amplió con la incorporación de Juan José Ebarlín, proveniente del LCA Racing.
Pero lo que terminó de poner en relevancia a esta estructura, fue el anuncio que hiciera su propietario Diego De Carlo de sumarse a la renovación y modernización del Turismo Carretera, impulsada por ACTC en el año 2023. Para ello, De Carlo anunció sus intenciones de iniciar la construcción de un Chevrolet Camaro ZL1 para competir a partir de la temporada 2024. De esta manera, el LRD Performance se convertiría en la segunda escudería en iniciar la producción de un modelo nuevo de la marca Chevrolet, luego de los anuncios realizados por el novel escudería Pradecon Racing. Los trabajos de armado del nuevo prototipo se iniciaron en el taller de Canning, mientras que para pilotearlo fue elegido Ricardo Risatti III. El equipo se completó con la ratificación de Juan José Ebarlín en el TC, mientras que De Carlo dejaría entrever la posibilidad de dedicarse exclusivamente al TC Pick Up y ejercer completamente sus funciones directivas. 